# Toshihide Maskawa
Toshihide Maskawa (益川 敏英, Masukawa Toshihide), né le 7 février 1940 à Nagoya au Japon, et mort le 23 juillet 2021 à Kyoto,, est un physicien japonais connu pour ses travaux sur la violation de la symétrie CP. Il est colauréat avec Makoto Kobayashi de la moitié du prix Nobel de physique de 2008.

## Biographie
En 1985, il reçoit le prestigieux prix Sakurai. 
Son article « CP Violation in the Renormalizable Theory of Weak Interaction » écrit avec Makoto Kobayashi en 1973 est le troisième article de physique sur les hautes énergies le plus cité (en 2006). La matrice CKM, qui définit les paramètres de mélange entre les quarks, est le résultat de leurs travaux. La postulation de la matrice CKM implique l'existence d'une troisième famille de quarks, expérimentalement confirmée quatre ans plus tard par la découverte du quark bottom.
Il est colauréat avec Makoto Kobayashi du prix Nobel de physique de 2008 (l'autre moitié a été remise à Yoichiro Nambu) « pour la découverte de l'origine de la brisure de symétrie qui prédit l'existence d'au moins trois familles de quarks dans la nature ».